# Jacob Hellner
Jacob Hellner (* 19. března 1961) je švédský hudební producent, který spolupracuje se skupinami jako Rammstein, Apocalyptica či Clawfinger. Je nejvíce známý jako producent téměř všech alb Rammstein od debutového Herzeleid po živé album Rammstein: Paris. Také spolupracoval na produkci dílčích skupin členů Rammstein – Emigrate Richarda Z. Kruspeho a Lindemann Tilla Lindemanna.

## Produkční tvorba
- Clawfinger – Dead Dumb Blind (1993)
- Clawfinger – Use Your Brain (1995)
- Rammstein – Herzeleid (1995)
- Fleshquartet – Fire Fire (1996)
- Rammstein – Sehnsucht (1997)
- Rammstein – Live Aus Berlin (1999)
- Rammstein – Mutter (2001)
- Clawfinger – A Whole Lot of Nothing (2001)
- Monster – Rockers Delight (2002)
- Covenant – Northern Light (2002)
- Clawfinger – Zeros & Heroes (2003)
- Felix da Housecat – A Bugged Out Mix (2003)
- Rammstein – Reise, Reise (2004)
- Rammstein – Rosenrot (2005)
- Rammstein – Völkerball (2006)
- Apocalyptica – Worlds Collide (2007)
- Covenant – In Transit (2007)
- Emigrate – Emigrate (2007)
- Backyard Babies – Backyard Babies (2008)
- Rammstein – Liebe Ist Für Alle Da (2009)
- Lindemann – Skills in Pills (2015)
- Backyard Babies – Four by Four (2015)
- Entombed A.D. – Dead Dawn (2016)
- Rammstein – Paris (2017)